# 坊津町久志
坊津町久志（ぼうのつちょうくし）は、鹿児島県南さつま市の大字。旧薩摩国河辺郡久志郷久志村、薩摩国河辺郡久志秋目郷久志村、薩摩国河辺郡南方郷久志村、川辺郡西南方村大字久志、川辺郡坊津村大字久志、川辺郡坊津町大字久志。郵便番号は898-0211。人口は337人、世帯数は201世帯（2020年10月1日現在）。
天然の良港とされる久志の港は中世以降交易港として栄え、琉球や唐などとの往来があり、博多浦にある唐人町には江戸時代の鎖国まで唐人が居住していたとされる。坊津町時代は坊津町役場が置かれ坊津町の行政的な中心地となった。

## 地理
薩摩半島の南東部に位置している。南さつま市の坊津地域の北部に位置しており、中央部を東西に久志川が流れる。北には大浦町、東には加世田津貫、枕崎市西鹿篭、南には坊津町泊にそれぞれ接しており、西は東シナ海に面している。集落は主に今岳と久志の2集落に分かれている。山岳は北から今岳、長者山、陣ノ尾、エイ岳、車岳がある。
三方を山に囲まれており、北から末柏浦、久志浦、博多浦、泊浦に面しており、久志地区の南部にある博多浦は中世以降唐との交易港として栄えた。博多とは物が博く多く集まるという意味があり、薩摩坊津の博多と呼ばれていた。博多浦には唐人町と呼ばれる集落があり、街並みは条里制となっており、鎖国までは実際に唐人が居住していたが、鎖国に伴い唐人は引き上げたという。
久志は2005年の市町村合併まで坊津町役場の所在地であった。久志の中心部には他に南さつま警察署久志駐在所、坊津久志郵便局があり、かつては小学校や中学校、私立の高等学校も設置されていた（詳細は「#教育」節を参照）。現在は南さつま市役所坊津支所久志出張所があり、2020年（令和2年）4月1日に旧久志小学校跡地に移転する前までは旧坊津町役場庁舎を使用していた。
概ね海岸線に沿って南さつま市加世田地域から笠沙地域、枕崎市、指宿市を経て鹿児島市に至る国道226号が通っており、途中で久志から津貫に至る鹿児島県道270号久志上津貫線が分岐し、さらに久志上津貫線からは大浦に至る鹿児島県道272号久志大浦線が分岐している。

### 自然公園・自然保護地区
久志の一部の区域は鹿児島県立自然公園である「坊野間県立自然公園」の区域となっている。坊野間県立自然公園は1953年（昭和28年）3月31日に指定された枕崎市から野間岬に至る自然公園である。
南さつま市の条例『南さつま市自然保護条例』により以下の区域が特別保護地区に指定されている。
平崎屋敷、赤ノ間、乗越後、馬込、丸塚、元屋敷、大野、大山頭、潮床、並松、樫木山、追篭口、丸木越、猿内、垣ノ手、鑵子山、網代山、立瀬、桂山、楮畑、珍ヶ崎、狐ヶ迫、大丸木、八田河、甑岩、松崎、山神迫、藤、太ヶ浦、江ノ浦、鱶切浦、藺田迫、川上、下垣ノ手、江篭頭、小山平、小山宇都、芝ノ後、鎮寿尾、下米山の各全部、網代山、立瀬、桂山、楮畑、江ノ浦、鱶切浦、松崎地先海面

## 歴史

### 古代の久志
久志から出土された遺跡としては1958年（昭和33年）の道路建設時に発掘された縄文時代中期以降のものとみられる久志丸木浜遺跡がある。土器の破片には貝殻条痕と爪型文があり、口縁の断面は三角状で胎土に雲母を有していることから市来式土器であると「坊津町郷土誌」では断定している。丸木浜では縄文時代中期から弥生時代まで人々が生活していたとみられている。
また、久志小学校跡地付近には弥生土器の破片が散布しており、これらは久志仁田川遺跡と呼ばれる。

### 中世の久志
久志という地名は南北朝時代から見える地名であり、薩摩国加世田別符のうちであった。
延文6年の譲状に「薩摩国加世田別符内 一、山田・秋目・唐坊・久志・内浦」と記載されている。文禄元年（1592年）には豊臣秀吉の命を受けた長崎の商人である原田喜右衛門がドミニコ会の宣教師と共に久志港を出航しフィリピンのマニラに向かったとされる。

### 近世の久志

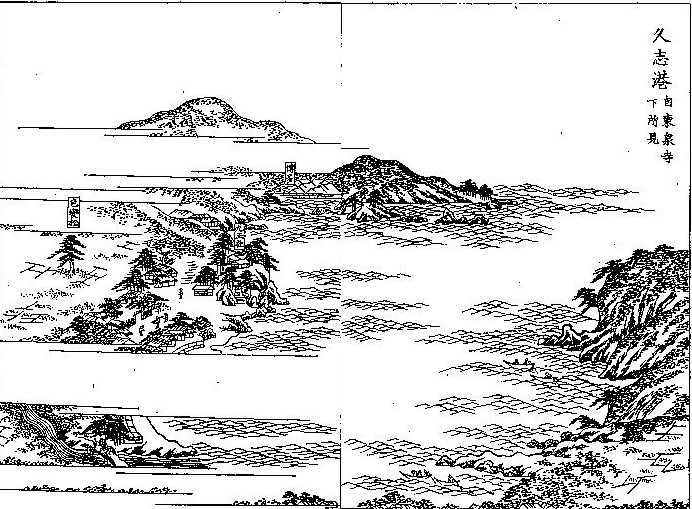
三国名勝図会に掲載されている久志港

江戸時代には薩摩国久志秋目郷（外城）のうちであった。江戸時代初期には久志村1村で久志郷を構成していたが、明暦3年（1657年）頃に秋目郷と久志郷が合併し久志秋目郷となり、地頭館は久志に置かれた。明治2年からは久志秋目、坊泊、鹿籠の3郷が合併し南方郷が発足し久志村は南方郷に所属することとなった。村高は「郡村高辻帳」では310石余、「天保郷帳」では310石余、「旧高旧領取調帳」では535石余であったという。また伊能忠敬が著した「九州東海辺沿海村順」には家数が438戸あり、そのうち本村が200戸、博多浦48戸、今村浜40戸、池15戸、塩屋57戸、末柏60戸、平崎18戸であったと記録されている。
江戸時代後期に薩摩藩が編纂した地誌である『三国名勝図会』に挿絵付きで久志港が収録されており、久志港について船が安全に停泊することができ、天然の良港であると記載している。全文は以下のとおりである。

久志港　久志村にあり、此港西より東に入たる海灣にて、内外の二港を分つ、内港の周廻凡そ三十五町、内港の口に當り、北岸よりは、宮崎といへる嵓觜、長さ四町許突出し、其南岸よりは、小島二ツ接連し、港口を𢫵蔽す、港口の横幅四五町あり、港裏の北濱を、今村濱といひ、南岸を博多浦といふ、是を内港とす、又内港の口より八町許海口に當り、大嵓觜左右より突出して稍相向ひ、亦海口を𢫵蔽す、北岸にあるを立目崎といひ、南岸にあるを網代といふ、立目崎の内を馬込浦と號す、網代の邊は群魚の聚集する所にして、漁釣に利ありとぞ、是を外港とす、二層の港内、共に舟舶の安泊に便にして、實に天然の良港なり、往古は海外の諸蕃爰に來て交易をなし、今も唐土の舟舶漂着の時も、泊繋の所とせり、人家港内の岸に臨て聚落をなし、且海岸所々に神祠佛閣あり、林木靄然として、景色殊勝なり、
—三国名勝図会巻之二十七
久志は海路の要点であり、周囲を山に囲まれ陸路は隔絶されていることから久志村1村で1郷を置かれたと考えられている。海路の要点であったことから久志には鶴食崎と陣ケ岳に異国船の監視を行う遠見番所が設置されており、弘化3年ごろに藩主島津斉彬の命により薩摩藩領の重要地に砲台が建造されることとなり、嘉永年間頃に久志に砲台が建造された。
元和6年（1620年）にはスペインの船が久志のことと推定されている「コチ」に入港し、キリスト教の宣教師9名が上陸していると記録されている。
延宝8年（1680年）に調査された「諸浦御奉行並万上納物之定」によると浦に対する魚の課税について久志浦に対しては120匁が課されていたという。海に面している久志村は主漁従農の形態にあり、平常時は漁業を営み、戦時は水軍として活躍したという。

### 近代以降の久志

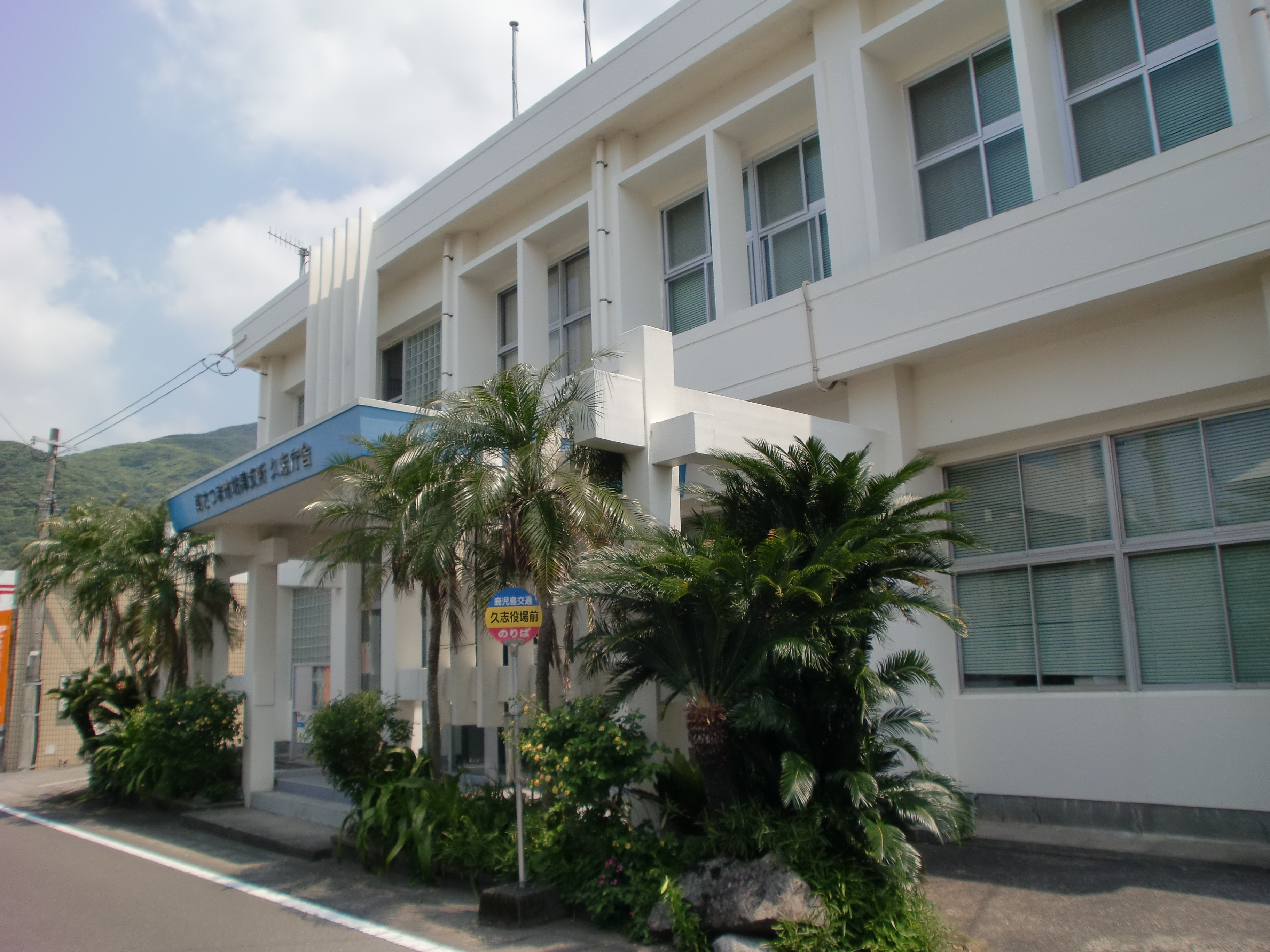
かつての坊津町役場庁舎（2020年まで坊津支所久志出張所として使用）

明治5年に大区小区制が施行され、南方郷は第19大区となり、久志村と秋目村で1つの小区が組織された。1879年（明治12年）に郡区町村編制法が施行されたのに伴い、久志村を管轄する戸長役場が久志村に設置され、1882年（明治15年）には秋目村の戸長役場が久志村と統合され、2村連合の戸長役場が久志村に置かれた。町村制施行直前には久志村、秋目村、坊村、泊村を管轄する戸長役場が4村の地理的に中心に位置していた久志村に設置されていたという。ただ、経済的に規模の大きい坊泊から久志にある戸長役場までの交通は不便であり、坊泊地区への移転を主張する意見もあったが、久志・秋目は地理的中心地から移転するのは不平等であるとして反対した。
1889年（明治22年）には、町村制が施行されたのに伴い、南方郷の西部にある坊村、泊村、久志村、秋目村の区域を以て西南方村（にしみなみかたむら）が成立した。これに伴い、それまでの久志村は西南方村の大字「久志」となり、西南方村の役場が設置された。
西南方村が成立したのちも旧来の村の単位で戸主会や総代会が組織された。戸主会や総代会は区有財産の管理を行っていたほか、地域住民の代弁者として村政に対して強い発言権を有するもので、久志には久志総代会が組織された。総代会は区費を住民から徴収し道路の新設改良補助や漁港の修理、学校施設の維持管理など幅広い自治活動を行っていたという。
第二次世界大戦中の1945年（昭和20年）8月7日にはアメリカ軍のB-29によって久志の今村地区、塩屋地区に対して爆撃が行われ、死者は出なかったものの198戸が焼失した。
1953年（昭和28年）には西南方村が名称を変更し坊津村（ぼうのつむら）となり、坊津村の大字となった。この村名変更に際して「坊津村」への名称変更を推進する坊と泊の住民に対して、秋目と久志の住民は「坊津以外であれば何でもよい」として反対した。この結果村議会で紛争し、最終的には村議会は坊泊と秋目久志に分村を議決する事態に発展した。分村が議決されたことに伴い西南方村は鹿児島県に対して分村申請書を提出したが、申請を受けた鹿児島県は坊泊は経済的に自立可能であるが、秋目と久志は経済的に自立不可能であるとして申請を認めなかった。その後1953年（昭和28年）に地域住民間の感情的な対立が解けたとして、村議会において村名の変更の件が議決されたという経緯がある。
名称変更の2年後の1955年（昭和30年）に町制施行し坊津町となり、坊津町の大字となった。
2005年（平成17年）11月7日に坊津町が加世田市、金峰町、笠沙町、大浦町と合併し新たに南さつま市が設置された。市町村合併の際に法定合併協議会である川辺地区合併協議会における協議によって、坊津町の区域の大字は現行の町名を現行の大字名に冠したものに改称する旨が協定され、合併前の同年10月21日に鹿児島県の告示である「 字の名称の変更」が鹿児島県公報に掲載された。この告示の規定に基づき合併と同日に名称の変更が行われ、大字名が「久志」から「坊津町久志」に変更された。また合併に伴い、久志に所在している坊津町役場は南さつま市役所坊津支所久志庁舎となった。
合併時に設置された南さつま市役所坊津支所久志庁舎は2012年（平成24年）4月1日の組織再編に伴い、久志出張所となった。2020年（令和2年）4月1日にはそれまで旧坊津町役場に設置されていた久志出張所は旧久志小学校跡地に移転した。

## 文化財

### 市指定
南さつま市指定の文化財については以下のとおりである。
- 木像阿弥陀如来立像（有形文化財（彫刻））
- 唐人墓（史跡）

## 産業
2015年（平成27年）の国勢調査によると15歳以上の就業者数は147人であり、産業別では多い順に医療・福祉（26人）、卸売業・小売業（19人）、漁業（17人）、公務員（16人）、農業（12人）となっている。

### 貿易・海運
前述のとおり、久志は古代より交易と漁業を主とした港町であった。江戸時代の鎖国以前は博多浦に多くの貿易商人が居住しており、大阪の堺、筑前博多と同様に商業自治の形態がなされていた。重家、中村家、入来三家、関家、林家、田中家、森家の7家が回船問屋として交易を行っており、有力な商家として苗字帯刀が許されていたという。海運業を中心としていた7家は西南戦争ののちに鹿児島県による保護政策が無くなり没落したという。

### 漁業
カツオ漁を主する漁業を行っていたが、1906年（明治39年）の台風の被害を受けてカツオ漁が衰退し、その後は定置網による漁業を主としている。

### 工業
江戸時代には博多浦で造船業が営まれており、尾辻家を中心に船大工や船鍛冶を行っていた。奄美大島にも進出したという。明治時代になると久志での造船は船舶航路の鹿児島や山川への集約により小規模なもののみとなり、その後衰退した。

## 施設

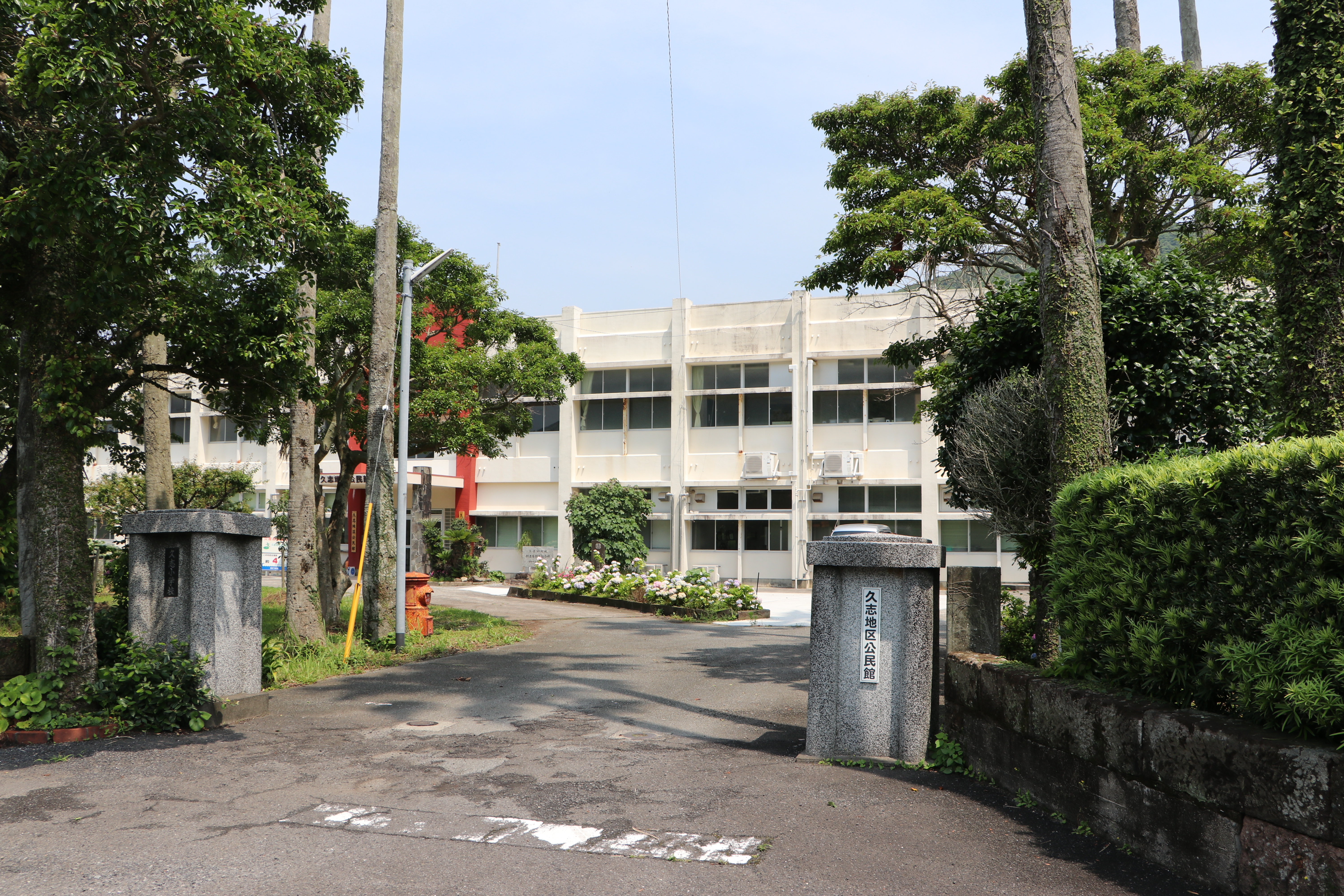
南さつま市役所坊津支所久志出張所及び久志地区公民館が設置されている旧久志小学校

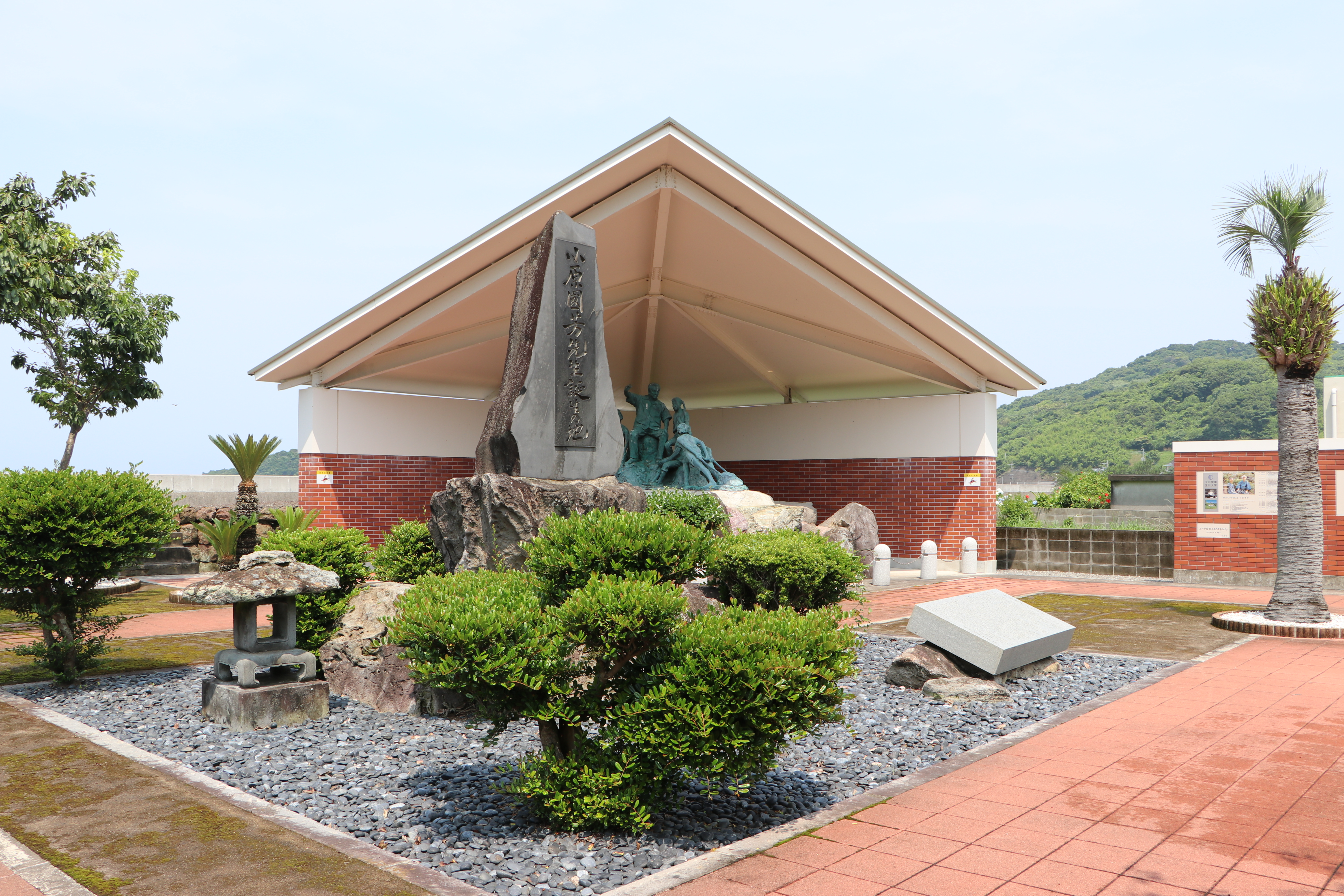
小原國芳の生家跡地にある小原國芳生誕地公園

### 公共
- 南さつま市役所坊津支所久志出張所
2020年4月1日に旧坊津町役場庁舎から旧久志小学校跡地に移転した[44]。
- 久志地区公民館
- 今岳集会所[45]
- 丸木浜海水浴場・丸木浜キャンプ場
- 小原國芳生誕地公園
- 南さつま市坊津B＆G海洋センター[46]

### 教育
- 学校法人玉川学園玉川大学南さつまキャンパス
  - 農学部熱帯植物機能開発施設[47]
  - 久志晴耕塾[47]（2018年1月11日竣工[48][49]）

### 警察
- 鹿児島県警察南さつま警察署久志駐在所[50]

### 郵便
- 坊津久志郵便局
1883年（明治16年）に西南方郵便局として開局[51]。

### 寺社
- 九玉神社
約500年前の創建とされており[52]、猿田彦命を祀る[53]。旧社格は村社である[52]。
- 広泉寺
- 淳厚寺
浄土真宗本願寺派の寺である。1881年（明治14年）に博多浦説教所として設置された[54]。

### その他
- 南さつま漁業協同組合久志支所[55]

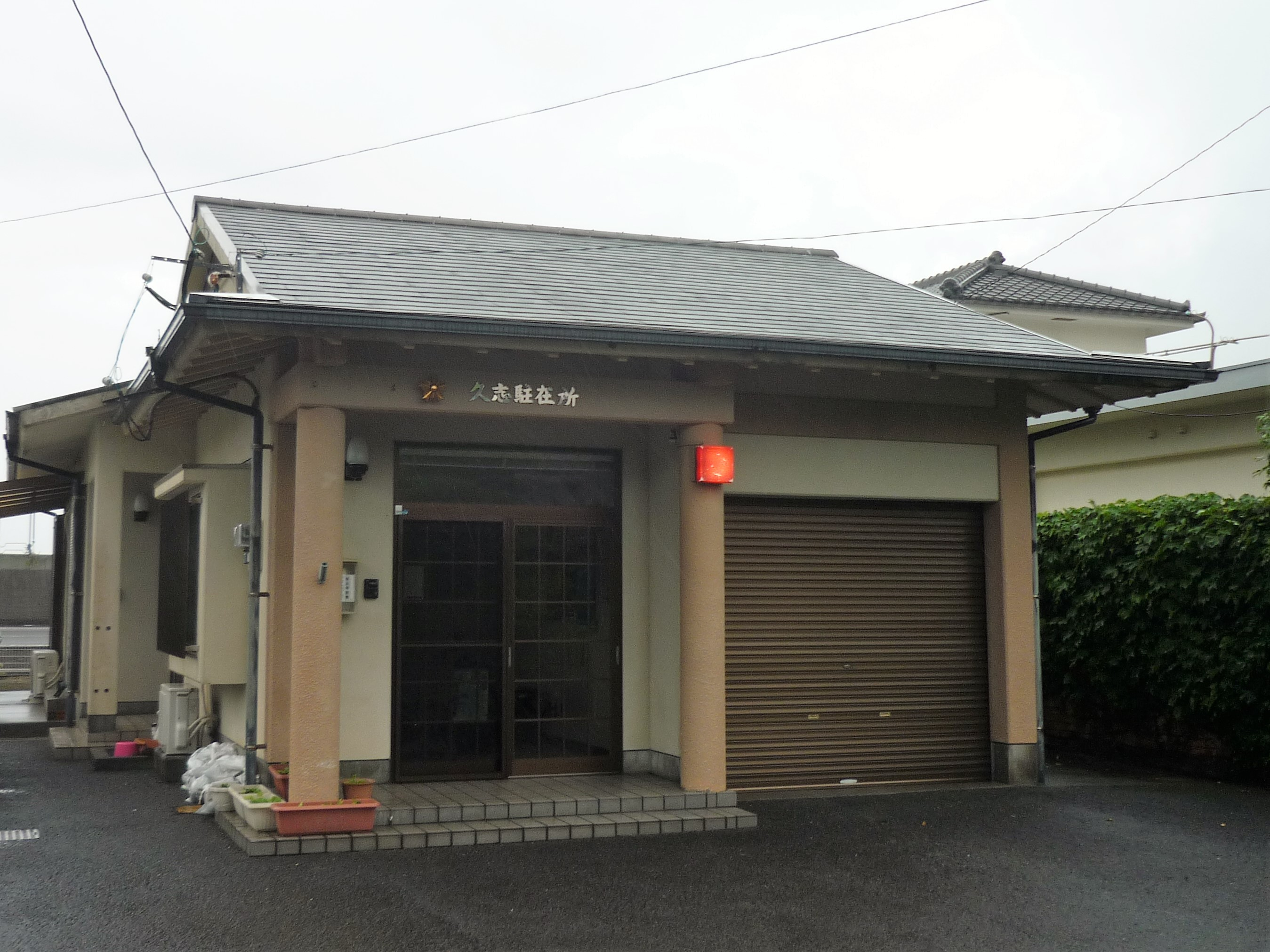
南さつま警察署久志駐在所
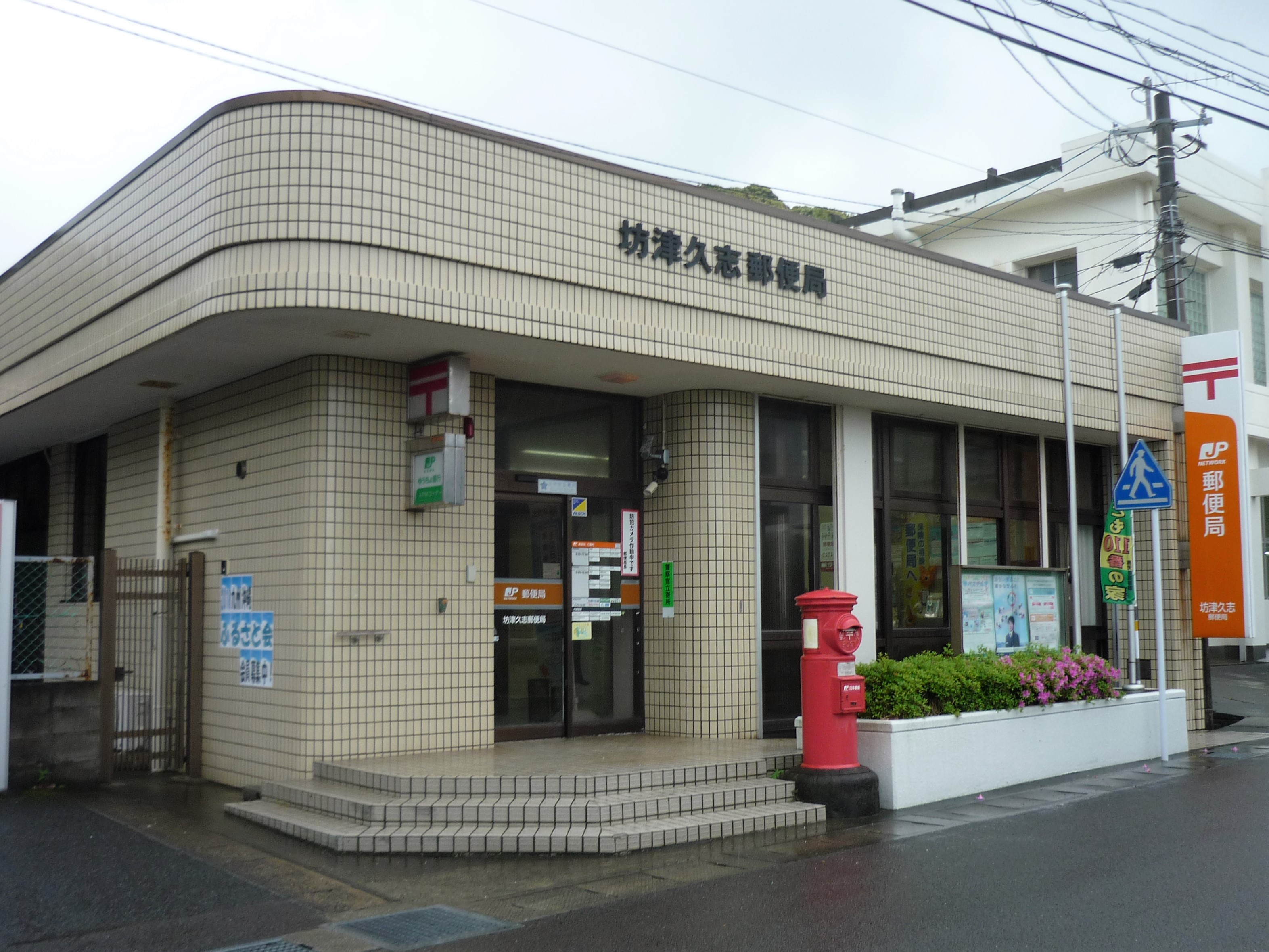
坊津久志郵便局

## 人口
以下の表は国勢調査による小地域集計が開始された1995年以降の人口の推移である。
| 年                 | 人口 |
| ------------------ | ---- |
| 1995年（平成7年）  | 966  |
| 2000年（平成12年） | 849  |
| 2005年（平成17年） | 697  |
| 2010年（平成22年） | 558  |
| 2015年（平成27年） | 474  |
| 2020年（令和2年）  | 337  |

## 交通

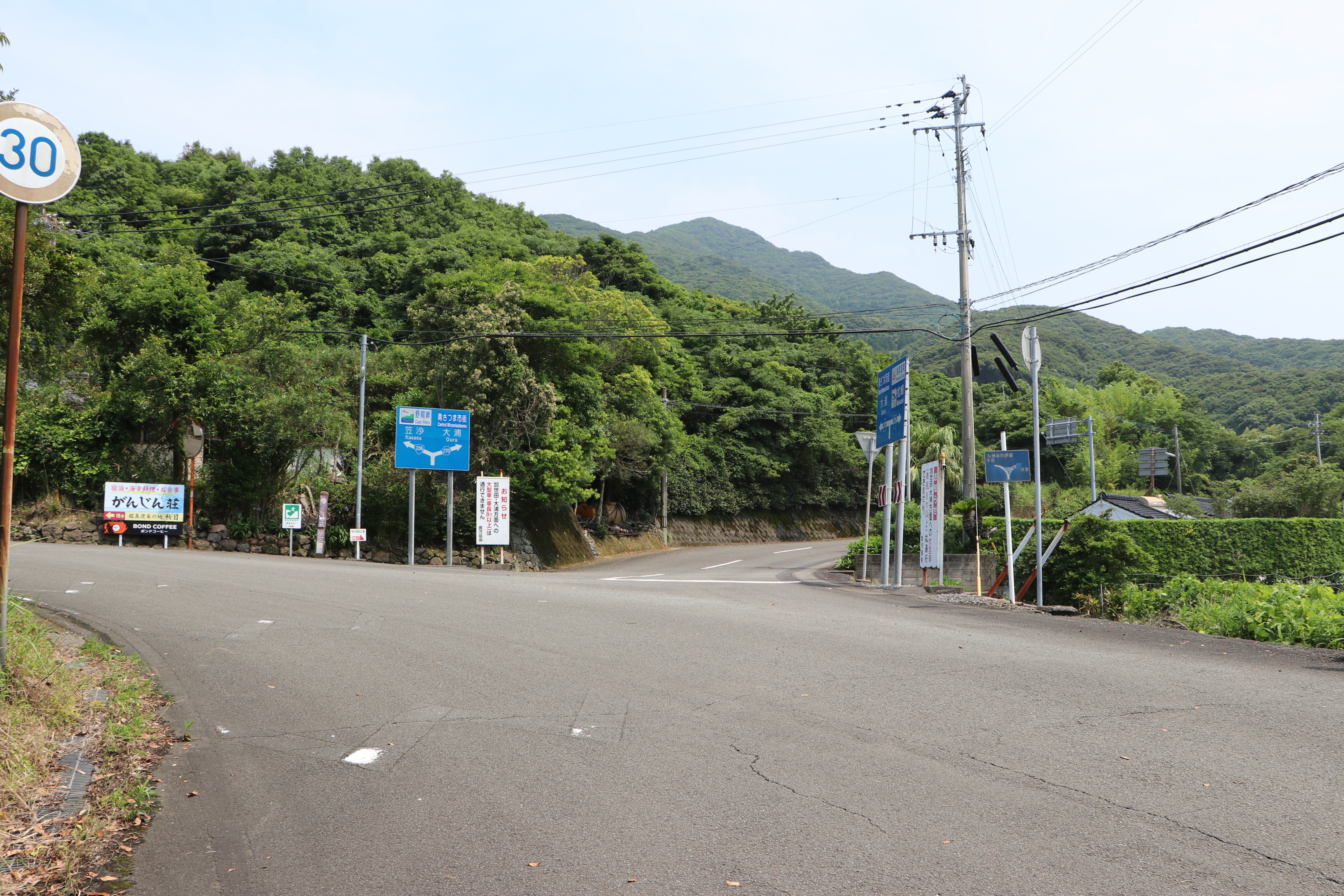
国道226号と鹿児島県道270号久志上津貫線の交差点

現在の国道226号は、1951年（昭和26年）に枕崎から坊津を経て野間港に至る「枕崎野間港線」が県道として認定され、1993年（平成5年）に国道に昇格した。
国道226号の区間は村道として1917年（大正6年）に坊から久志まで、1934年（昭和9年）には久志から今岳までが、1964年（昭和39年）には平崎から秋目まで開通した。

### 道路
一般国道
- 国道226号

一般県道
- 鹿児島県道270号久志上津貫線
- 鹿児島県道272号久志大浦線

### バス
定期路線バスとしては鹿児島交通の路線があり、今岳バス停から枕崎までの路線がある。また、つわちゃんバス中山線（久志ルート）が週2回、久志地区公民館から泊の福祉センター前を経由して、加世田バスターミナルまでを結ぶ路線が運行されている。

## 教育
久志には2020年現在公立学校は設置されておらず、かつては「南さつま市立久志中学校」、「南さつま市立久志小学校」、「坊津町立今岳小学校」が設置されていた。
また、久志出身の教育者である小原國芳によって東京都町田市に創設された学校法人玉川学園は、久志に玉川大学のキャンパスである「南さつまキャンパス」を設置しており、かつては「玉川大学附属久志高等学校」（1979年閉校）も設置していた。

### 大学

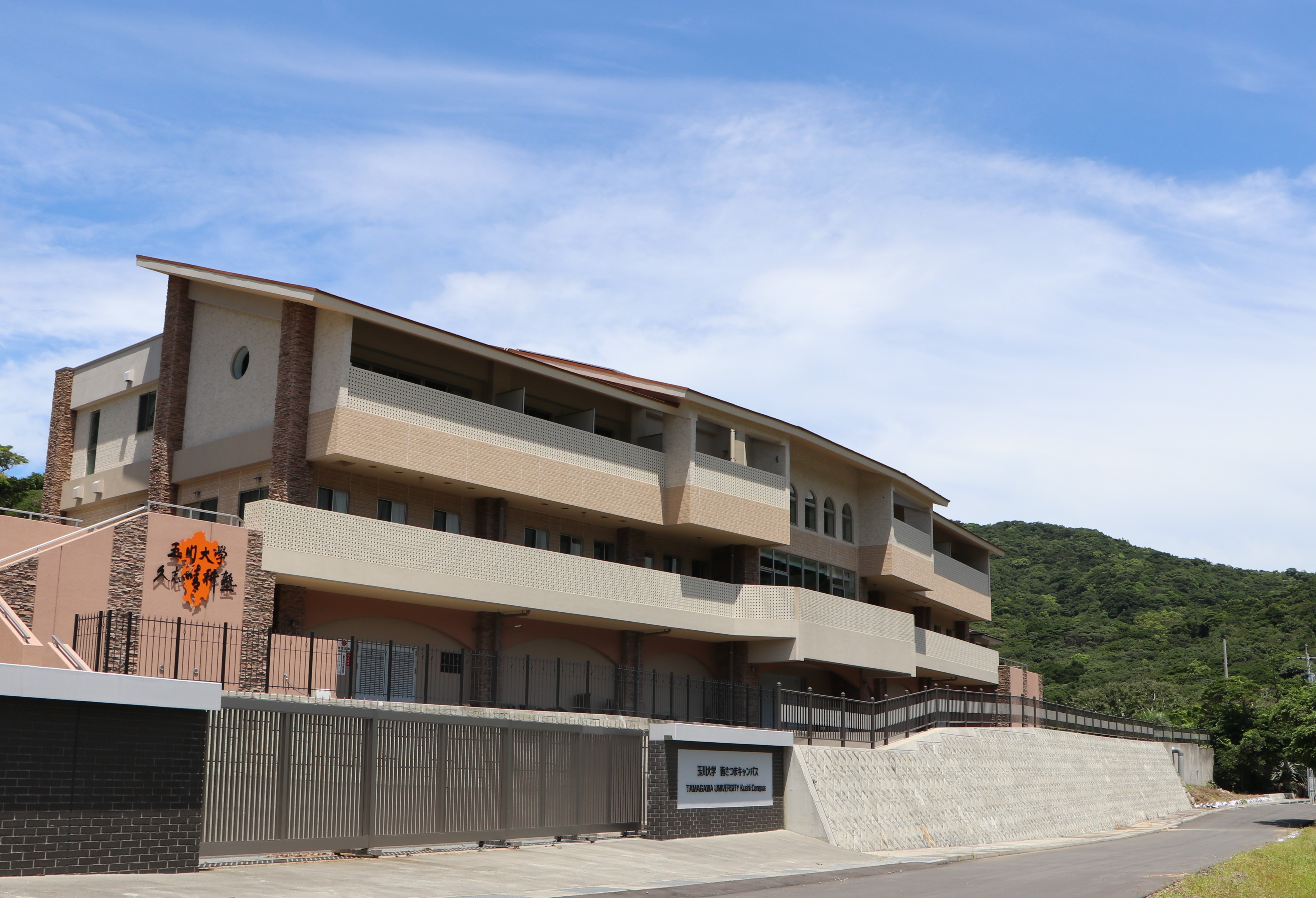
丸木浜にある学校法人玉川学園玉川大学南さつまキャンパス

丸木浜に東京都町田市に本部を置く玉川大学の「南さつまキャンパス」が設置されている。1977年（昭和52年）には玉川大学の久志農場として設置され、2018年に久志農場から南さつまキャンパスに名称変更している。農学部の農学部熱帯植物機能開発施設及び、久志晴耕塾がある。

### 久志高等学校
久志高等学校は、久志出身の教育者である小原國芳によって東京都町田市に創設された学校法人玉川学園玉川大学の附属高等学校として1948年（昭和23年）に設立された。過疎化の進行と周辺の公立高校の新設が進んだことにより生徒数が減少したため、開校から31年後の1979年（昭和54年）に生徒の募集を停止した。在校生は東京の玉川学園高等部へ転校し、同年7月31日を以て閉校した。久志高等学校が閉校となったのちも、玉川学園関連の施設として丸木浜に玉川大学南さつまキャンパス（旧：久志農場）が設置されている。

### 中学校

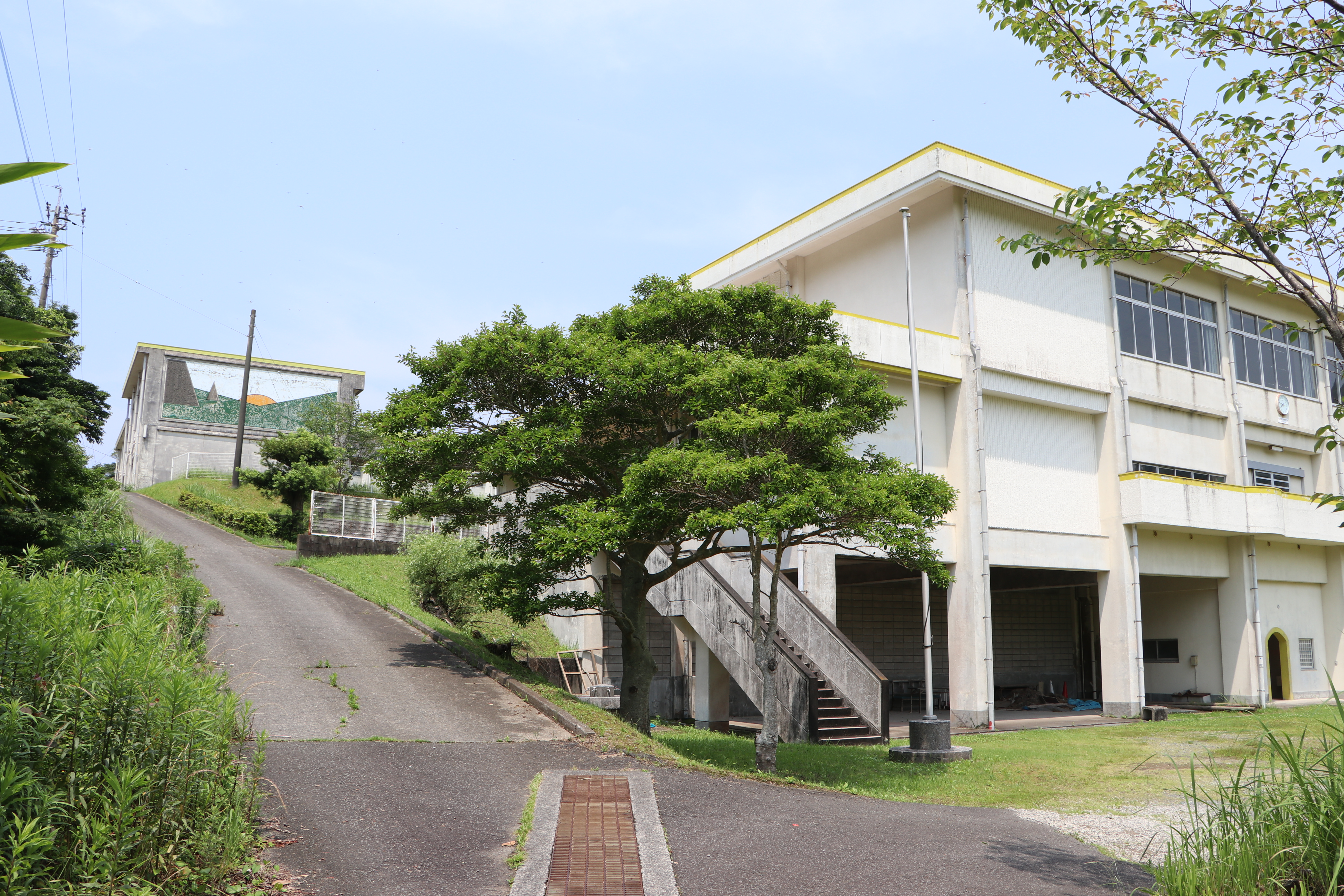
南さつま市立久志中学校跡地（2020年撮影）

中学校は久志中学校が存在していた。久志中学校は1947年（昭和22年）に開校し、久志・今岳小学校校区（のちに秋目地区も学区となる）の生徒を収容した。2010年（平成22年）に坊泊中学校と統合し坊津学園中学校となり、久志から中学校が無くなった。

### 小学校
小学校は久志小学校、今岳小学校が存在していた。久志小学校は明治時代初期に久志で寺子屋として開校し、明治6年に施行された学制によって第三郷校となった。第三郷校はのちに久志小学校となり、1910年（明治43年）に今岳小学校を統合、1926年（大正15年）に再び今岳尋常小学校として設置された。1971年（昭和46年）に久志小学校に再び統合され今岳小学校は閉校した。2010年（平成22年）に坊泊小学校、清原小学校、栗野小学校と合併し坊津学園小学校となり閉校した。これにより久志からは小学校がなくなり、前述の中学校を含め久志から公立の学校がなくなった。

### 小・中学校の学区
2020年現在では下記のとおり、坊津町泊にある義務教育学校である南さつま市立坊津学園の通学区域となっている。
| 大字       | 地区 | 小学校                               | 中学校                               |
| ---------- | ---- | ------------------------------------ | ------------------------------------ |
| 坊津町久志 | 全域 | 南さつま市立坊津学園（義務教育学校） | 南さつま市立坊津学園（義務教育学校） |

## 著名な出身人物

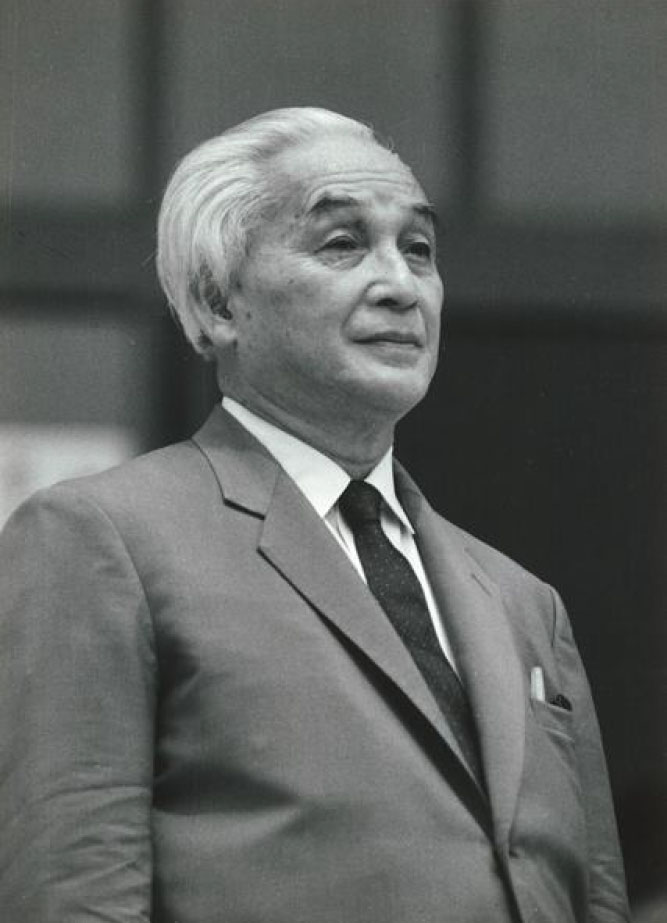
小原國芳

- 小原國芳（1887年 - 1977年） - 教育者、学校法人玉川学園創設者、坊津町名誉町民[76]
1887年に久志で生まれた[67]。広島高等師範附属小学校の教諭、成城学園成城高等学校の校長を歴任し、1929年（昭和4年）に小原が唱えていた教育理念である「全人教育」を理念に玉川学園を創立した[77]。その他、教育関連の著作を出版しており「小原國芳全集」や百科事典の刊行を行っている[76]。1948年（昭和23年）には前述のとおり出身地である久志に玉川学園久志高等学校を設置した（1979年に閉校）[67]。また1977年（昭和52年）には丸木浜に玉川大学の久志農場が設置された（2018年に久志農場から南さつまキャンパスに名称変更している）。
生家跡地は「小原國芳生誕地公園」として整備されている[47]。小原の没後も学校法人玉川学園と南さつま市は包括提携協定を結んでおり、教育・文化などについて連携協力するなど交流を行っている[78][79]。